# Fungia vaughani
Espèce
Synonymes
- Cycloseris vaughani (préféré par NCBI)[2]
- Fungia vaughani[2]

Statut de conservation UICN

 LC  : Préoccupation mineure
Statut CITES
Fungia vaughani est une espèce de coraux de la famille des Fungiidae.

## Taxonomie
Pour plusieurs sources, dont le WoRMS, ce taxon est invalide et lui préfèrent Cycloseris vaughani (Boschma, 1923) le classant ainsi sous le genre Cycloseris.

## Publication originale
- Boschma, 1923 : The Madreporaria of the Siboga Expedition IV. Fungia patella. Siboga-Expedition, vol. 16d, pp. 129-148.